# Поуза, Кристофер
Кристофер Поуза Браганза (кат. Cristopher Pousa Braganza; 29 июня 1992) — андоррский футболист, полузащитник. Выступал за юношеские сборные Андорры до 17 и до 19 лет, молодёжную сборную до 21 года, а также за национальную сборную Андорры.

## Биография

### Клубная карьера
В 2011 году начал выступать за андоррскую команду «Санта-Колома». Летом 2011 года провёл 2 матча в первом квалификационном матче Лиги чемпионов против люксембургского «Ф91 Дюделанж». По сумме двух матчей андоррцы уступили со счётом (0:4). В сезоне 2011/12 «Санта-Колома» стала серебряным призёром чемпионата Андорры, а Кристофер Поуза был признан официальным сайтом одним из самых перспективных игроков. В Кубке Андорры он вместе с командой дошёл до финала, где «Санта-Колома» обыграла «Лузитанс» (1:0), Поуза был признан лучшим игроком матча. Второе место позволило команде участвовать в первом квалификационном раунде Лиги Европы. Поуза принял участие в двух играх против хорватского «Осиека», однако его клуб проиграл (1:4). Поуза также сыграл в матче за Суперкубок Андорры 2012, где «Санта-Колома» уступила «Лузитансу» (1:2). В сезоне 2012/13 вместе с командой вновь стал серебряным призёром чемпионата княжества.
Летом 2013 года перешёл в клуб «Андорра» из столицы одноимённого государства, который выступает в низших дивизионах Испании. В октябре этого же года Поуза был исключён из команды за драку в ночном клубе. Летом 2014 года стал игроком «Ордино» из чемпионата Андорры, где провёл 8 матчей и забил 2 гола.
В июле 2015 года стал игроком клуба «Ле-Понте», выступающем в четвёртом дивизионе Франции. Куда перешёл вместе с другими андоррцами Самиром Бусенином и Эмили Гарсия.

### Карьера в сборной
Выступал за юношескую сборную Андорры до 17 лет и провёл 3 матча в турнирах УЕФА. За сборную до 19 лет сыграл 6 игр. С 2010 года по 2014 год провёл 15 поединков за молодёжную сборную Андорры до 21 года.
30 мая 2012 года дебютировал в составе национальной сборной Андорры в товарищеском матче с Азербайджаном (0:0), главный тренер Кольдо выпустил Поузу на 71 минуте вместо Адриана Родригеса. Эта ничья стала для сборной Андорры первой за пять лет удачно сыгранным матчем.
Всего за сборную Андорры провёл 2 матча.

## Достижения
- Серебряный призёр чемпионата Андорры (2): 2011/12, 2012/13
- Обладатель Кубка Андорры (1): 2012